# هات
هات یا ها واژه‌ای فارسی به معنی فصل و بخش یک کتاب است. این واژه در اوستا به گونهٔ هائیتی و در سانسکریت ساتی و در زبان پهلوی هات است. در کتاب اوستای زرتشت به هر یک از بخش‌های هفتاد و دوگانهٔ یسنه، هات گفته می‌شود.
گات‌ها سرودهٔ زرتشت از هات ۲۸ یسنه آغاز می‌شود و به‌طور کلی شامل ۱۷ هات است.